# Bob Mauws
Robert (Bob) Mauws (Schaarbeek, 3 mei 1951) is een Belgische ex-langeafstandsloper.
Zijn persoonlijke record liep hij op de marathon van Gent in 1983 met een tijd van 2:15.10. Daarmee staat hij op de 53ste plaats van snelste Belgen op de marathon. Zijn beste tijd internationaal liep hij in Sacramento in 1984 met een tijd van 2:15.43. Hij verbrak hiermee zijn vorige record van 2:16.11 op de marathon van Berlijn eerder in 1984.

## Biografie
Mauws begon zijn atletiekcarrière bij Excelsior Brussel. Hij liep in het begin van zijn carrière voornamelijk veldlopen maar schakelde geleidelijk aan over op lange afstanden op de baan.
Hij is ook de bassist van de rockgroep The Gate.

## Resultaten

### Marathon
| Plaats     | Datum                    | Prestatie | Rang |
| ---------- | ------------------------ | --------- | ---- |
| Gent       | Zaterdag 21 mei, 1983    | 2:15.10   | x    |
| Sacramento | Zondag 2 december 1984   | 2:15.43   | 9    |
| Berlijn    | Zondag 30 september 1984 | 2:16.11   | 10   |
| Eindhoven  | Zondag 16 oktober 1988   | 2:19.11   | 6    |